# Idris diversus
Idris diversus är en stekelart som först beskrevs av Thomas Vernon Wollaston 1858.  Idris diversus ingår i släktet Idris och familjen Scelionidae. Inga underarter finns listade i Catalogue of Life.